# 슈피츠성
슈피츠성(독일어: Schloss Spiez)은 스위스 베른주의 슈피츠 시정촌에 있는 성이다. 국가적으로 중요한 스위스 문화유산이다.

## 역사
슈트레틀리거 연대기(Strättliger Chronicle)의 저자 엘로귀우스 키부르커(Elogius Kiburger)에 따르면 933년 부르고뉴의 왕 루돌프 2세가 성을 건설했다. 그 후 얼마 지나지 않아 폰 슈트레틀리겐 남작이 성에 정착했다. 현재의 성 외벽과 주탑의 일부는 12세기에 지어졌으며, 13세기에는 성벽 밖에 슈피츠 마을이 존재했다. 1280년까지 성은 리차드 드 코르비에레 영주 휘하의 제국 영지로 등록되었다. 1289년 폰 슈트레틀리겐 남작은 다른 귀족 가문과 함께 성의 공동 소유자였다.
1308년 합스부르크 왕 알브레히트 1세가 암살당했다. 그의 조카 요한 파리키다 공작이 로이스 위의 빈디쉬에서 그를 암살했다. 살인에 대한 보복의 일환으로 합스부르크 왕가는 튀링 폰 브란디스에서 슈피츠 영지의 절반을 철회하고, 전체 영지를 요하네스 폰 슈트레틀리겐에게 넘겼다. 30년 후인 1338년에 요하네스는 성, 마을, 교회 및 주변 마을을 베른의 슐타이스였던 요한 2세 폰 부벤베르크에게 매각했다. 1340년까지 부벤베르크가 임명한 포크트는 베른의 명령을 받았지만, 합스부르크를 위해 군대를 모집해야 했다. 베른은 그들의 전 군주인 합스부르크 왕가로부터 사실상 독립한 상태였기 때문에 불안정한 상황이 40년 이상 지속되었다. 베른 이후1386년 젬파흐 전투에서 합스부르크가에 대한 구스위스 연방의 승리로 합스부르크가는 슈피츠가 포함된 아레강 서쪽의 토지 소유권을 포기했다.
성과 주변 토지는 루드비크 폰 디스바흐가 인수한 1506년 멸족될 때까지 부벤베르크 가문에게 남아 있었다. 폰 디스바흐는 루드비크 폰 에를라흐가 성과 땅을 인수하기 전까지 10년 동안 이 땅을 지켰다. 폰 에를라흐 가문은 1798년 프랑스 침공까지 마을과 마을을 다스렸다. 침략과 헬베티아 공화국의 성립 이후, 폰 에를라흐 가문은 마을에 대한 토지 권리와 관할권을 잃었지만 1875년까지 성의 소유권을 유지했다.
오래된 성은 중세 후기에 여러 단계에 걸쳐 확장되었지만, 구체적인 날짜나 변경된 사항에 대해서는 알려진 바가 거의 없다. 1600년에 그레이트홀과 북쪽 건물이 확장되고 개조되었다. 17세기와 18세기에 남쪽의 ‘신성’이 건설되었고, 후기 바로크 양식으로 확장 및 장식되었다. 성은 정원, 포도원, 숲으로 둘러싸여 있었다. 1875년 이후, 성은 재단이 성과 관련된 교회를 매입할 때까지 여러 소유주를 거쳤다. 정원은 이제 대중에게 공개되었고, 성 내의 방은 회의, 콘서트, 전시회 및 기타 행사에 사용된다.

## 건설

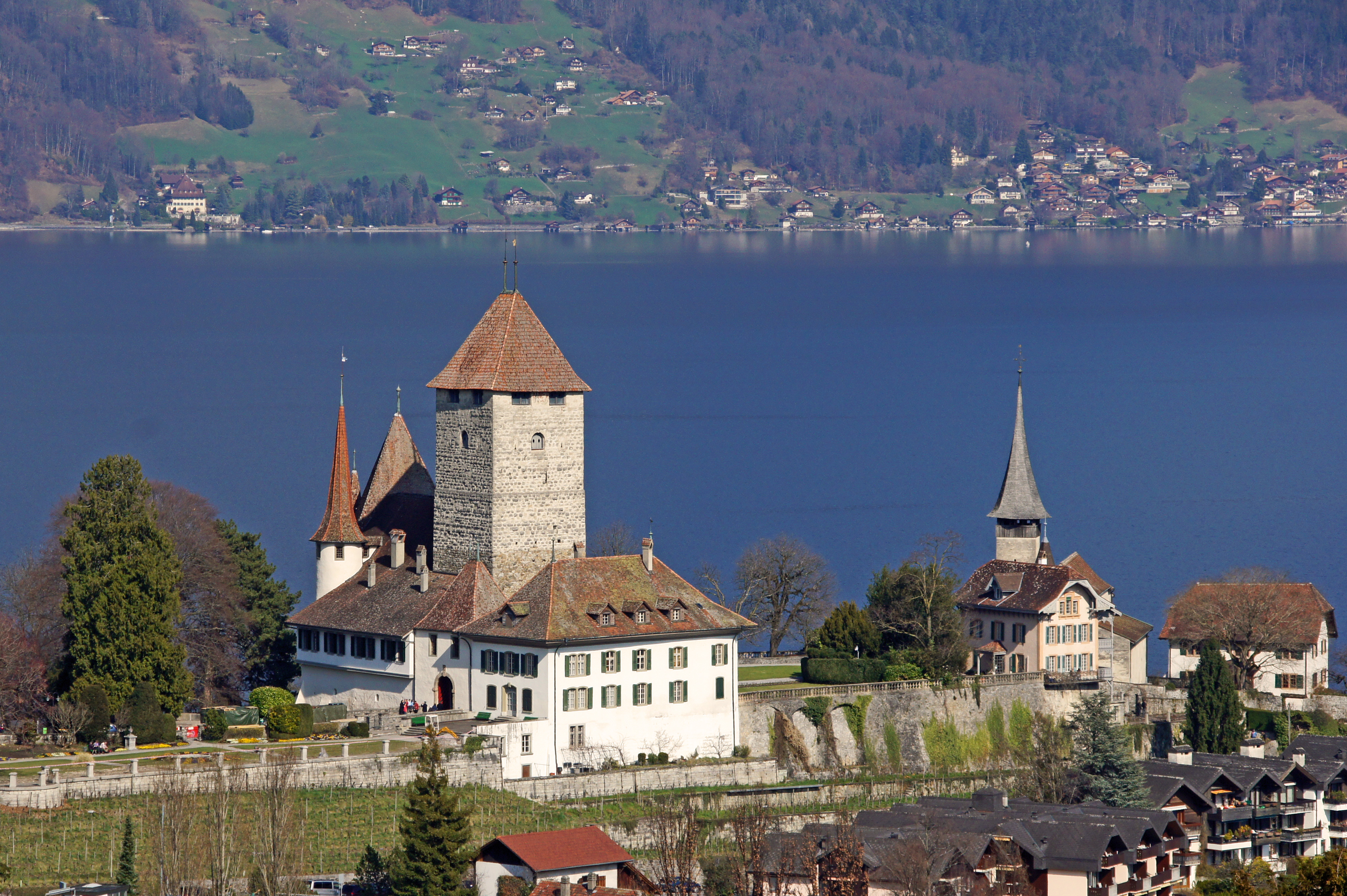
슈피츠성과 주변의 성교회

거대한 정사각형 천수는 1200년경에 지어졌다. 아래쪽 벽은 위쪽으로 갈수록 얇아지지만, 두께가 약 3m이다. 바닥은 11.3m × 11.2m이다. 타워는 1600년의 최종 건설 단계 이전에 다음 세기에 걸쳐 여러 번 높이가 높아졌다. 이 마지막 단계에서 타워는 높이가 39m가 되도록 우진각지붕으로 장식되었다.
천수각은 원래 여러 개의 독립된 목조 건물로 둘러싸여 있었다. 다음 세기에 걸쳐 이 건물들은 돌로 된 외벽과 두 개의 동심원 도랑으로 대체되었다. 서쪽을 향해 열려 있는 천수각 옆에 대문을 세웠다.
약 1300년에 거주동이 성채 북쪽에 추가되었다. 그 당시에는 아마 지금보다 낮았을 것이며, 목조 갤러리로 천수각과 연결되어 있었을 것이다. 13세기 후반에 방문하는 기사들이 주요 굴뚝의 회반죽에 낙서를 새겨 놓았기 때문에 성 주변에서 여러 대회가 개최되었을 것이다. 14세기에 주거동에 북쪽 별관이 추가되었다.
15세기부터 18세기까지 성은 점차 현재의 모습으로 개조되었다. 갤러리가 확장되고, 기숙사에 또 다른 이야기가 추가되었다. 트 뤼엘은 16세기에 요새의 북서쪽에 추가되었다. 그런 다음 17세기와 18세기에 바로크 양식의 "신성"이 대문 남쪽에 세워졌다.